# Judas (Bonelli)
Judas è un personaggio dei fumetti western protagonista della omonima serie a fumetti pubblicato dall'editore Daim Press (futura Sergio Bonelli Editore) dal settembre 1979 al dicembre 1980 per 16 numeri e creato da Ennio Missaglia.

## Biografia del personaggio
Alan Scott è un cinico pistolero senz'anima che inizialmente fa parte di una banda di ladri. Con un passato criminale da redimere e un presente come cacciatore di taglie per conto dell'Agenzia Pinkerton. Dopo la morte della donna amata Vivian avvenuta durante una rapina, consegna sé stesso e i suoi compagni alla giustizia, guadagnandosi così il soprannome di Judas. L'odio per i criminali lo porta a braccare con accanimento chiunque debba catturare. Cinismo, rimpianto e amarezza sono temi ricorrenti in questa serie western scritta da Ennio Missaglia e disegnata da Vladimiro Missaglia e Ivo Pavone. Tormentato dal rimorso, dal carattere schivo e introverso, si circonderà di numerosi nemici non solo tra i criminali ma anche tra i suoi stessi colleghi per via dei suoi metodi poco ortodossi..

## Storia editoriale
Il personaggio fu ideato nel 1979 da Ennio Missaglia che è stato anche autore di tutti i soggetti e di tutte le sceneggiature. Creatore grafico fu invece il fratello Vladimiro, che realizzò anche tutte le copertine ed i nn. 1, 6, 7, 9, 11, 13 e 15. Gli altri albi (nn. 2, 3, 4, 5, 8, 10, 12, 14 e 16) furono invece affidati a Ivo Pavone. L'esiguo numero dei realizzatori si riflette sul disegno, spesso poco curato e incerto, e sulla sceneggiatura, spesso diluita per consentire di coprire le 96 pagine della lunghezza standard degli albi Bonelli.
Il primo episodio, “Calibro 45”, è stato ristampato nel dicembre del 2021 dalla Sergio Bonelli Editore sul numero 110 della collana “le Storie”.
La serie è stata interamente ristampata all'interno della "Collana Reprint" della Edizioni IF, in 8 Albi pubblicati bimestralmente da luglio 2022 a settembre 2023.
Elenco degli episodi pubblicati:
| Nr. | Titolo                   | Data pubblicazione | Disegni             |
| --- | ------------------------ | ------------------ | ------------------- |
| 1   | Calibro 45               | settembre 1979     | Vladimiro Missaglia |
| 2   | Il giustiziere           | ottobre 1979       | Ivo Pavone          |
| 3   | La pista insanguinata    | novembre 1979      | Ivo Pavone          |
| 4   | La croce fiammeggiante   | dicembre 1979      | Ivo Pavone          |
| 5   | La Gola del Lupo         | gennaio 1980       | Ivo Pavone          |
| 6   | L'attentato              | febbraio 1980      | Vladimiro Missaglia |
| 7   | Bounty killer            | marzo 1980         | Vladimiro Missaglia |
| 8   | Il fantasma della valle  | aprile 1980        | Ivo Pavone          |
| 9   | Capro espiatorio         | maggio 1980        | Vladimiro Missaglia |
| 10  | Cougar il fuorilegge     | giugno 1980        | Ivo Pavone          |
| 11  | Daishò                   | luglio 1980        | Vladimiro Missaglia |
| 12  | Il testimone             | agosto 1980        | Ivo Pavone          |
| 13  | Shoshones!               | settembre 1980     | Vladimiro Missaglia |
| 14  | Il giorno della vendetta | ottobre 1980       | Ivo Pavone          |
| 15  | Alba di sangue           | novembre 1980      | Vladimiro Missaglia |
| 16  | L'esca umana             | dicembre 1980      | Ivo Pavone          |